# Algar de Mesa
Algar de Mesa ist ein Ort und eine Gemeinde (municipio) mit 46 Einwohnern (Stand: 2024) im Nordosten der Provinz Guadalajara in der Autonomen Gemeinschaft Kastilien-La Mancha in Zentralspanien.

## Lage und Klima
Algar de Mesa liegt im Iberischen Gebirge in einer Höhe von 910 m. Die Entfernung zur südwestlich gelegenen Provinzhauptstadt Guadalajara beträgt ca. 90 Kilometer (Fahrtstrecke). Das Klima ist warm und gemäßigt; die Niederschläge (465 mm/Jahr) verteilen sich über das Jahr.

## Bevölkerungsentwicklung
| Jahr      | 1960 | 1970 | 1981 | 1991 | 2001 | 2011 | 2021 |
| Einwohner | 286  | 166  | 99   | 90   | 84   | 68   | 53   |

## Sehenswürdigkeiten
- Dominikuskirche
- Marienkapelle